# دوايت هيكس
دوايت هيكس (بالإنجليزية: Dwight Hicks)‏ هو لاعب كرة قدم أمريكية ولاعب كرة قدم كندية وممثل أمريكي، ولد في 5 أبريل 1956 في ماونت هولي ‏ في الولايات المتحدة.

## أعمال

### أفلام
- (1996) الصخرة[3][4][5]
- (1998) أرمجدون[6][7][8]

### مسلسلات
- كاسل
- كولد كيس
- كيف قابلت أمكما

## وصلات خارجية
- دوايت هيكس على موقع مرجع كرة القدم المحترفة.كوم (الإنجليزية)
- دوايت هيكس على موقع IMDb (الإنجليزية)
- دوايت هيكس على موقع ألو سيني (الفرنسية)
- دوايت هيكس على موقع أول موفي (الإنجليزية)
- دوايت هيكس على موقع قاعدة بيانات الأفلام السويدية (السويدية)
- دوايت هيكس على موقع قاعدة بيانات الفيلم (الإنجليزية)
- دوايت هيكس على موقع كينوبويسك (الروسية)